# Oraviselkä
Oraviselkä är en del av sjön Kiantajärvi i Finland.   Den ligger i landskapet Kajanaland, i den centrala delen av landet, 600 km norr om huvudstaden Helsingfors. Oraviselkä ligger 215 meter över havet.